# 운흥정
운흥정(雲興亭)은 대한민국 전라남도 구례군 산동면에 있는 정자이다. 1984년 2월 29일 전라남도의 문화재자료 제31호로 지정되었다.

## 개요
1926년 이 지역 선비들이 시사계를 조직하여 지역 풍속을 아름답게 만들고 시(詩)를 발전시키기 위해 만든 정자이다.
정자는 앞면 3칸·옆면 1칸으로 이루어져 있으며, 지붕은 옆면에서 볼 때 여덟 팔(八)자 모양인 팔작지붕이다.
정자 안에는 운흥정 건축의 시작과 끝, 참여자 이름 등을 적어 놓은 글과 시사계의 활동을 엿볼 수 있는 글이 걸려 있다.

## 현지 안내문
운흥정은 1926년 지역의 선비들이 문학단체인 시사계(詩社契)를 조직하여 지역의 미풍양속과 시외 기풍을 발전시키기 위해 산동면 시상리와 외산리의 경계지점인 운흥용소 위에 만든 정자로 한국의 전형적인 정자 형태를 취하고 있다.
운흥정 맞은편에는 세종 4년(1422년) 하연이 전라도감사로 있을 때 꿈에 용을 보았다는 일화를 새겨 둔 하연비가 있으며, 운흥용소 또는 용견지(龍見址)라 부르고 있다.
1926년 운흥정 건립내역을 알 수 있는 상량문과 이를 기록한 글(記文), 그리고 시사계 활동을 엿볼 수 있는 제영문(題詠文) 등이 운흥정 안에 걸려 있다.

## 같이 보기
- 구례 외산리 하연유적비 - 전라남도 문화재자료 제276호

## 참고 자료
- 운흥정 - 국가유산청 국가유산포털